# Holland antilláki labdarúgó-válogatott
A holland antilláki labdarúgó-válogatott a Holland Antillák nemzeti csapata volt, és a holland antilláki labdarúgó-szövetség (hollandul: Nederlands Antilliaanse Voetbal Unie) irányította.

## Története

### A felbomlás
2008. december 15-én véget értek a tárgyalások az Antillák körül. Ennek eredményeképpen a Holland Királyság tengeren túli területe 2010. október 10-én felbomlott, a nemzeti csapat később megszűnt.
Utolsó mérkőzését 2010. október 31-én játszotta Suriname ellen. A válogatott és a labdarúgó-szövetség is a mérkőzést követően felbomlott.
Curaçao és Sint Maarten a Holland Királyság két új társult állama lett. Bonaire, Saba és Sint Eustatius szigetei Hollandia közvetlen részeivé válnak, különleges önkormányzatként (bijzondere gemeente), hasonló önkormányzati felépítéssel, mint az anyaországban. A három sziget közös elnevezése Karibi Hollandia (Caribisch Nederland) lett.
A curaçaói labdarúgó-válogatott 2010 végén felvételt nyert a FIFA- és a CONCACAF-tagországok közé, a korábban már önálló szövetséggel rendelkező Sint Maarten pedig a CONCACAF teljes jogú tagja maradt.

## Világbajnoki szereplés
- 1930 – 1954: Nem indult.
- 1958 – 2014: Nem jutott be.

## CONCACAF-aranykupa-szereplés
- 1991: Nem indult.
- 1993: Visszalépett.
- 1996: Nem jutott be.
- 1998: Nem jutott be.
- 2000: Nem jutott be.
- 2002: Nem indult.
- 2003: Nem jutott be.
- 2005: Visszalépett.
- 2007: Nem jutott be.
- 2011: Nem jutott be.

## Nemzetközi eredmények
(Nem tartalmazza Curaçao eredményeit!)
CCCF-bajnokság
- Ezüstérmes: 2 alkalommal (1955, 1960)

CONCACAF-bajnokság
- Bronzérmes: 2 alkalommal (1963, 1969)

Közép-amerikai és karibi játékok
- Aranyérmes: 1 alkalommal (1962)
- Ezüstérmes: 3 alkalommal (1959, 1966, 1970)

Pánamerikai játékok
- Bronzérmes: 1 alkalommal (1955)